# Grübelkopf
El Grübelekopf és una muntanya de 2.894 metres situada als Alps Samnaun, a la frontera entre Àustria i Suïssa.